# Panorama Firm
Panorama Firm (panoramafirm.pl) – polska wyszukiwarka lokalna firm, produktów i usług (ang. yellow pages).

## Historia
W 1992 roku powstała Panorama Firm – papierowy katalog adresowy polskich przedsiębiorstw, który opracował Piotr Strzałkowski, socjolog z Uniwersytetu Warszawskiego. W 1993 roku przychody z tego tytułu wyniosły 7 mln USD, a w 1996 roku 32 mln USD. W 1998 roku właścicielami Panoramy Polskiej (wydawcy Panoramy Firm) zostały amerykańska spółka GTE i szwedzka Telia. W tym samym roku Panorama Polska uruchomiła katalog polskich przedsiębiorstw pod domeną polishpages.com.pl. W 2000 roku powstał serwis internetowy pod domeną panoramafirm.com.pl. W 2001 roku uruchomiono portal internetowy pf.pl, składający się z siedemnastu sekcji tematycznych, katalogu polskich przedsiębiorstw oraz darmowych kont pocztowych. W 2001 roku Panorama Polska została przejęta przez szwedzki holding Eniro, a od 2002 roku użytkownicy pf.pl mogli lokalizować przedsiębiorstwa z bazy Panoramy Firm na mapach. Eniro Polska, prowadząca portal pf.pl i wydająca papierową Panoramę Firm oraz inne katalogi, zatrudniała ponad 1100 pracowników w kilkunastu regionalnych biurach, a jej udział w polskim rynku yellow pages szacowany był w 2006 roku na 53%.